# Fenton (Nowy Jork)
Fenton – miasto w Stanach Zjednoczonych, w stanie Nowy Jork, w hrabstwie Broome.